# Hemibarbus
A Hemibarbus  a csontos halak (Osteichthyes) főosztályának sugarasúszójú halak (Actinopterygii)  osztályába, a pontyalakúak (Cypriniformes) rendjébe, a pontyfélék (Cyprinidae) családjába, és a Gobioninae alcsaládjába tartozó nem.

## Rendszerezés
A nemhez az alábbi 11 faj tartozik.
- Hemibarbus barbus
- Hemibarbus brevipennus
- Hemibarbus labeo
- Hemibarbus longibarbis
- Hemibarbus longirostris
- Hemibarbus macracanthus
- Hemibarbus maculatus
- Hemibarbus medius
- Hemibarbus mylodon
- Hemibarbus qianjiangensis
- Hemibarbus umbrifer